# Septembrie 2022
Acest articol este generat integral pe baza informațiilor din articolul 2022 și este actualizat periodic de un robot.
 Editările făcute în articol vor fi șterse la următoarea actualizare! Dacă doriți să faceți modificări, editați articolul-sursă.

ianuarie -
februarie -
martie -
aprilie -
mai -
iunie -
iulie -
august -
septembrie -
octombrie -
noiembrie -
decembrie
Septembrie 2022 a fost a noua lună a anului și a început într-o zi de joi.

## Evenimente
- 1 septembrie: ONU a publicat un raport care afirmă că lagărele de internare ale guvernului chinez din Xinjiang și tratamentul uigurilor pot constitui crime împotriva umanității.
- 2 septembrie: Economiile G7 sunt de acord să impună un plafon de preț pentru exporturile rusești de petrol.
- 6 septembrie: Liz Truss este numită prim-ministru al Regatului Unit după ce a câștigat alegerile pentru conducerea Partidului Conservator din 2022.

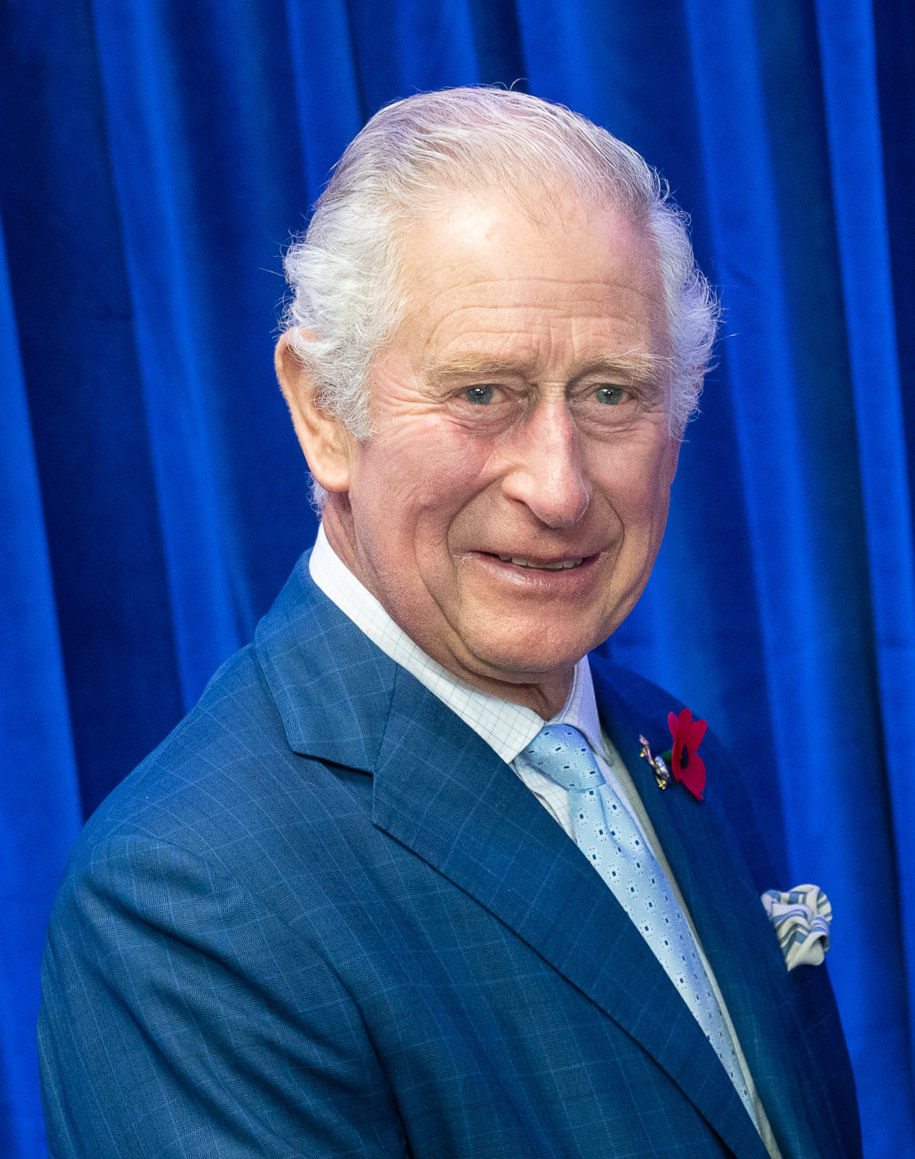
Charles al III-lea a devenit regele Regatului Unit al Marii Britanii și al Irlandei de Nord, după moartea mamei sale, regina Elisabeta a II-a.

- Charles al III-lea a devenit regele Regatului Unit al Marii Britanii și al Irlandei de Nord, după moartea mamei sale, regina Elisabeta a II-a.8 septembrie: Moare la Castelul Balmoral din Scoția, regina Elisabeta a II-a a Regatului Unit și a Irlandei de Nord, la vârsta de 96 de ani. Coroana Marii Britanii o preia fiul acesteia, Charles, Prinț de Wales, cu numele de Charles al III-lea.
- 10 septembrie: La o ceremonie de la Palatul St James din Londra, Charles al III-lea este proclamat oficial rege al Regatului Unit și al tărâmurilor Commonwealth.
- 11 septembrie: Alegeri generale în Suedia. Conform rezultatelor preliminare, Partidul Social-Democrat Suedez a ocupat poziția întâia cu 30,5 % din voturi, Democrații Suedezi au ocupat poziția a doua cu 20,6 % din voturi, Partidul Moderat a ocupat poziția a treia cu 19,1 % din voturi, Partidul de Centru și Partidul de Stânga au ocupat poziția a patra cu 6,7 % din voturi, Creștin-Democrații au ocupat poziția a cincea cu 5,4 % din voturi, Partidul Verde s-a clasat al șaselea cu 5,1 % din voturi, Liberalii au ocupat poziția a șaptea cu 4,6 % din voturi. Se așteaptă ca Ulf Kristersson să fie următorul prim-ministru al Suediei.
- 12 septembrie: Azerbaidjanul a atacat pozițiile armenești din apropierea orașelor Vardenis, Goris, Sotk și Jermuk și a ocupat anumite zone ale teritoriului său de-a lungul graniței dintre Armenia și Azerbaidjan. 49 de soldați armeni au fost uciși, iar Azerbaidjanul a recunoscut 50 de decese în rândul forțelor sale.
- 13 septembrie: China descoperă Changesite–(Y), un nou mineral din probe lunare, văzut pe scară largă ca un potențial combustibil pentru reactoarele de fuziune.
- 14-16 septembrie: Confruntări între Kârgâzstan-Tadjikistan din 2022: zeci de morți, pe măsură ce au loc ciocniri sporadice între trupele din Kârgâzstan și Tadjikistan de-a lungul graniței respective a țărilor lor.
- 14-19 septembrie: Cadavrul reginei Elisabeta a II-a se află în statul la Westminster Hall, unde sute de mii de oameni din toată Marea Britanie și din întreaga lume se adună pentru a-și aduce un omagiu regretatului monarh.
- 16 septembrie: Protestele izbucnesc în Iran după moartea lui Mahsa Amini aflată în custodia „poliției morale” a țării.
- 16 septembrie: Fondatorul Adani Group, Gautam Adani, și fondatorul Louis Vuitton, Bernard Arnault, depășesc fiecare bogăția fondatorului Amazon, Jeff Bezos.

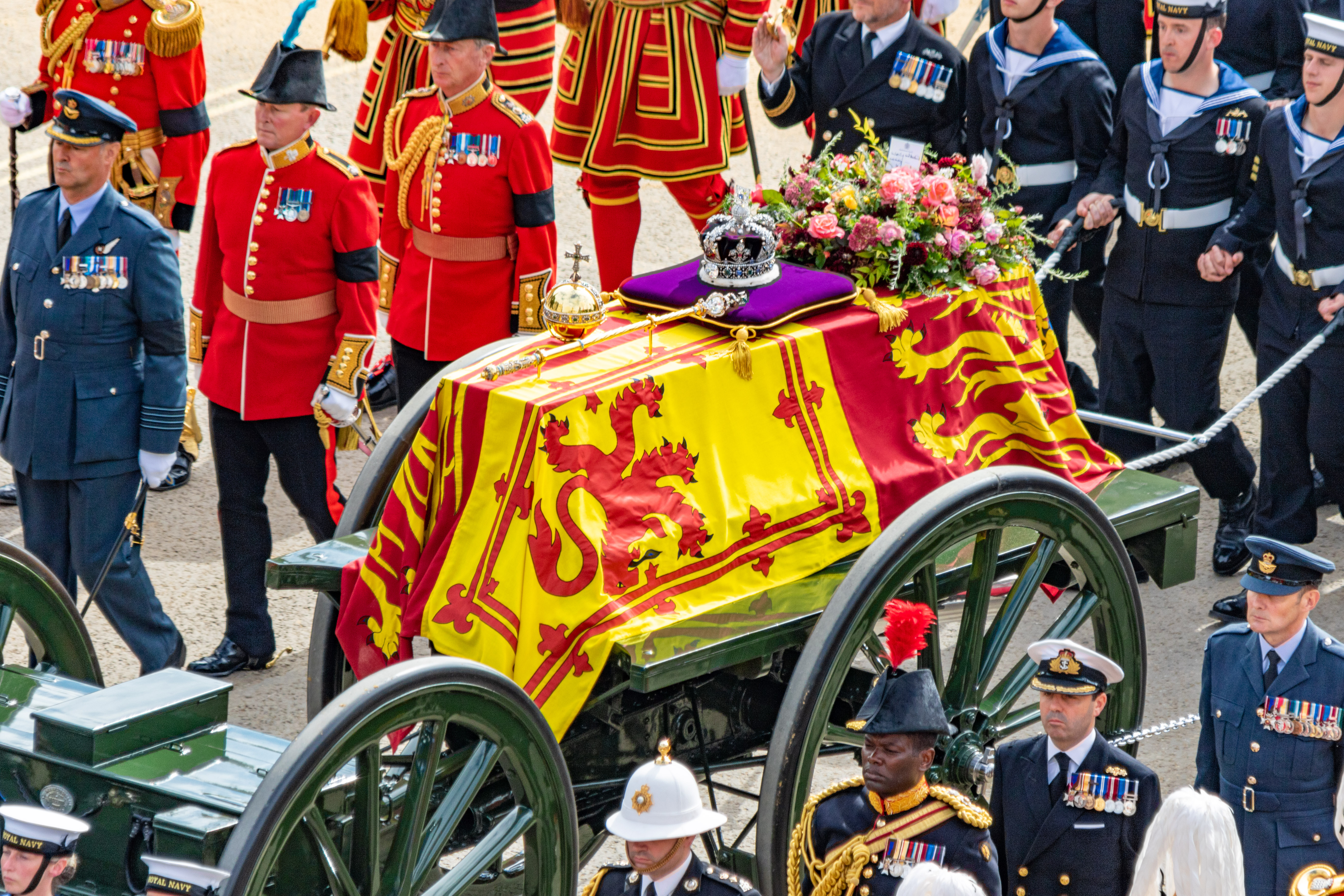
19 septembrie: Au loc funeraliile de stat ale reginei Elisabeta a II-a a Regatului Unit.

- 19 septembrie: Au loc funeraliile de stat ale reginei Elisabeta a II-a a Regatului Unit.19 septembrie: Au loc funeralile de stat ale reginei Elisabeta a II-a, la Westminster Abbey, Londra. Sicriul ei este apoi dus cu procesiune la Castelul Windsor pentru înmormântare, împreună cu soțul, părinții și sora ei în Capela Memorială George VI.
- 21 septembrie: Invazia Rusiei în Ucraina (2022): În urma unei contraofensive majore a Ucrainei în estul țării, Putin anunță o „mobilizare parțială” a Rusiei și amenință cu represalii nucleare, spunând că „acesta nu este o cacealma”. Președintele SUA Biden condamnă declarațiile lui Putin, spunând Adunării Generale a ONU că toate națiunile trebuie să se angajeze din nou să consolideze neproliferarea nucleară.
- 23 septembrie: A început referendumul de anexare a teritoriilor ocupate de ruși din Ucraina. Rusia intenționează să anexeze regiunile Herson, Lugansk, Donețk și Zaporojia.
- 24 septembrie: Alegeri parlamentare în Nauru. a avut loc în care parlamentarul Ubenide Russ Kun a fost ales președinte de parlament.
- 25 septembrie: Alegeri legislative în Italia. Observatorii au comentat că rezultatele au schimbat geopolitica Uniunii Europene, în urma câștigurilor de extrema-dreaptă în Franța, Spania și Suedia. S-a remarcat, de asemenea, că rezultatul alegerilor va marca primul guvern condus de extremă-dreapta din Italia și cel mai de dreapta guvern al țării din 1945.
- 26 septembrie: Jupiter se află la cea mai mică distanță de Pământ din 1963.
- 26 septembrie: DART de la NASA se prăbușește în asteroidul Dimorphos într-un prim test de potențială apărare planetară.

Harta a Referendumului de anexare ocupată de ruși în Ucraina.

- Harta a Referendumului de anexare ocupată de ruși în Ucraina.27 septembrie: Referendum de anexare ocupată de ruși în Ucraina: Conform rezultatelor publicate de autoritățile ruse de ocupație din Ucraina, Republica Populară Donețk, Republica Populară Lugansk, precum și părțile ocupate din Zaporijia și Regiunea Herson votează în majoritate covârșitoare în favoarea anexării, cu 99,23%, 98,42%, 93,11% și, respectiv, 87,05% din sprijin. Prezența la vot a depășit 75% în fiecare regiune și 97% în regiunea Donețk. Cu toate acestea, votul este respins pe scară largă drept un referendum fals.
- 30 septembrie: Anexarea sudului și estului Ucrainei: Președintele rus Vladimir Putin semnează tratate care absorb regiunile ocupate Donețk, Lugansk, Herson și Zaporojie în Federația Rusă. Această anexare este văzută ca o încălcare a dreptului internațional de către comunitatea globală.
- 30 septembrie: Junta militară din Burkina Faso este răsturnată de cea de-a doua lovitură de stat a anului, condusă de căpitanul armatei Ibrahim Traore.

## Decese
- 1 septembrie: Phillip Mann (Anthony Phillip Mann), 80 de ani, scriitor britanic (n. 1942)
- 2 septembrie: Frank Drake (Frank Donald Drake), 92 ani, astronom și astrofizician american (n. 1930)
- 3 septembrie: Iurie Bașcatov, 54 ani, înotător din Republica Moldova, vicecampion olimpic (1988, 1992) (n. 1968)
- 4 septembrie: Peter Straub, 79 ani, autor și poet american (n. 1943)
- 6 septembrie: Ligia Branice-Borowczyk, 89 ani, actriță poloneză și compozitor (n. 1932)
- 6 septembrie: Valeria Seciu, 83 ani, actriță română de teatru, film, radio, voce și televiziune (n. 1939)
- 8 septembrie: Elisabeta a II-a (n. Elizabeth Alexandra Mary), 96 ani, regina Regatului Unit al Marii Britanii și Irlandei de Nord (1952-2022), (n. 1926)
- 9 septembrie: Nicolae Bulat, 70 ani, istoric din R. Moldova, director al Muzeul de Istorie și Etnografie din Soroca (n. 1952)
- 11 septembrie: Florin Hidișan, 40 ani, fotbalist român (n. 1982)
- 11 septembrie: Javier Marías, 70 ani, scriitor și traducător spaniol (n. 1951)
- 12 septembrie: Radu Ciuceanu, 94 ani, istoric român, membru de onoare al Academiei Române (n. 1928)
- 13 septembrie: Jean-Luc Godard, 91 ani, regizor, scenarist și critic de film de etnie francezo-elvețiană (n. 1930)
- 13 septembrie: Anatol Gugel, 100 ani, poet, eseist, publicist și traducător din R. Moldova de etnie evreiască (n. 1922)
- 13 septembrie: Kornelije Kovač, 80 ani, compozitor, cântăreț și dirijor sârb de etnie maghiară (n. 1942)
- 13 septembrie: Spiros Zournatzis, 86 ani, politician grec, membru la Parlamentului European (1989), (n. 1935)
- 14 septembrie: David Andersson, 47 ani, muzician suedez, membru al formației Soilwork (n. 1975)
- 14 septembrie: Irene Papas (n. Eirini Lelekou), 96 ani, actriță (Zorba Grecul, Z) și cântăreață greacă (n. 1926)
- 15 septembrie: Saul Kripke (Saul Aaron Kripke), 81 ani, filosof și logician american (n. 1940)
- 17 septembrie: Igor Maslennikov, 90 ani, regizor de filme rus (n. 1931)
- 17 septembrie: Maria Grazia Pagano, 76 ani, politiciană italiană, membră a Parlamentului European (2008–2009), (n. 1945)
- 18 septembrie: Wolfgang Güttler, 77 ani, contrabasist german originar din România (n. 1945)
- 19 septembrie: Șabsa Mașcauțan, 98 ani, evreu basarabean, militar sovietic (n. 1924)
- 22 septembrie: Hilary Mantel (Hilary Mary Thompson), 70 ani, scriitoare engleză (n. 1952)
- 23 septembrie: Louise Fletcher (Estelle Louise Fletcher), 88 ani, actriță americană de film și televiziune, laureată a Premiului Oscar (1976), (n. 1934)
- 23 septembrie: Vladimir Petercă, 78 ani, teolog romano-catolic român (n. 1944)
- 24 septembrie: Takashi Arima, 90 ani, poet japonez (n. 1931)
- 26 septembrie: Yusuf al-Qaradawi, 96 ani, teolog egiptean islamic (n. 1926)
- 27 septembrie: Prințul Ferfried de Hohenzollern, 79 ani, nobil german, membru la Casei de Hohenzollern (n. 1943)
- 28 septembrie: Coolio (n. Artis Leon Ivey Jr.), 59 ani, rapper, chef, actor și producător muzical american (n. 1963)
- 29 septembrie: Alexandru Arșinel, 83 ani, actor român (n. 1939)
- 30 septembrie: Alexandru Vagner (Alexandru Ion Vagner), 33 ani, fotbalist român (n. 1989)